# Rožden
Rožden är en ort i Nordmakedonien. Den ligger i kommunen Kavadarci, i den södra delen av landet, 100 kilometer söder om huvudstaden Skopje. Rožden ligger 777 meter över havet och antalet invånare är 188.